# Tore (architecture)
Pour les articles homonymes, voir Tore.

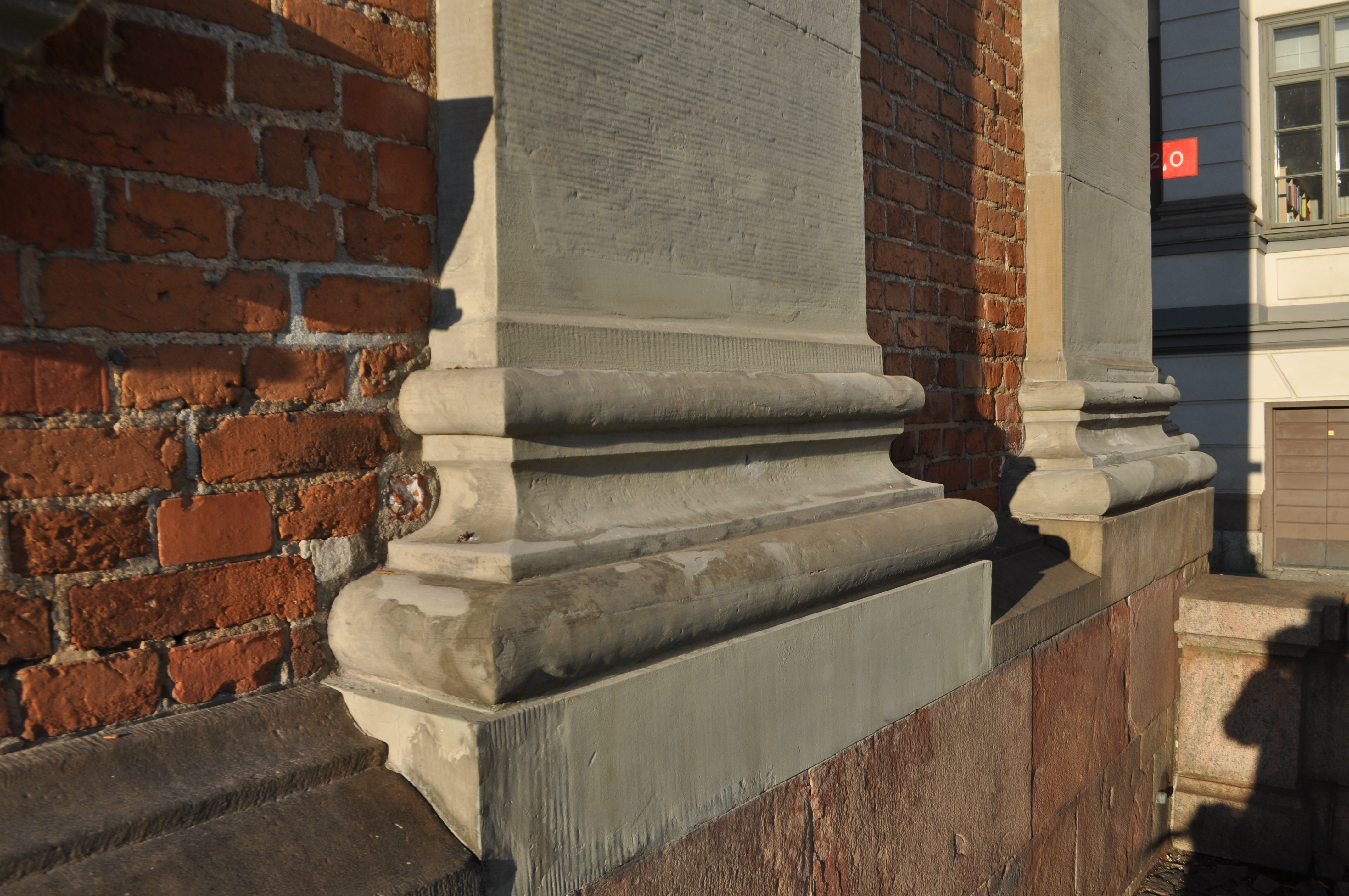
Une base attique de pilastre avec une scotie entre deux tores.

Un tore est une moulure pleine au relief arrondi qui se présente sous forme d'anneau ou de baguette plus ou moins épaisse. Utilisé en architecture de l'Antiquité au Moyen Âge, le tore n'est pas seulement un anneau à la base d'une colonne ; seul ou en faisceau, accompagné ou non par d'autres ornements, il épouse comme un cordon la courbe d'un arc, l'ouverture d'une baie, le tracé d'une ogive mais il est aussi rectiligne. Il est également désigné sous le nom de boudin.

## Étymologie
Le terme français « tore » est directement issu du terme latin tǒrus-i dont la signification principale se rattache à tout objet qui fait saillie et par extension un renflement, un bourrelet. En architecture, le terme latin désigne plus spécifiquement un bâton, une moulure à la base d'une colonne.

## Les différentes formes du tore
Le contre-profil du tore, c'est-à-dire son équivalent en creux, est la gorge.
- Demi-circulaire, segmentaire ou outrepassé selon la dimension de sa section : égale, inférieure ou supérieure au demi-cercle.
- En demi-cœur, son profil est formé de deux segments de rayon différent, son contre-profil est la scotie.
- En quart-de-rond, de profil égal au quart-de cercle, son contre-profil est le cavet.
- En amande, son profil est formé par la section de deux arcs brisés.
- À bec, traversé en son milieu et sur toute sa longueur par un redent.
- À listel, traversé en son milieu et sur toute sa longueur par une moulure plate.

## Le tore dans l'architecture du monde antique

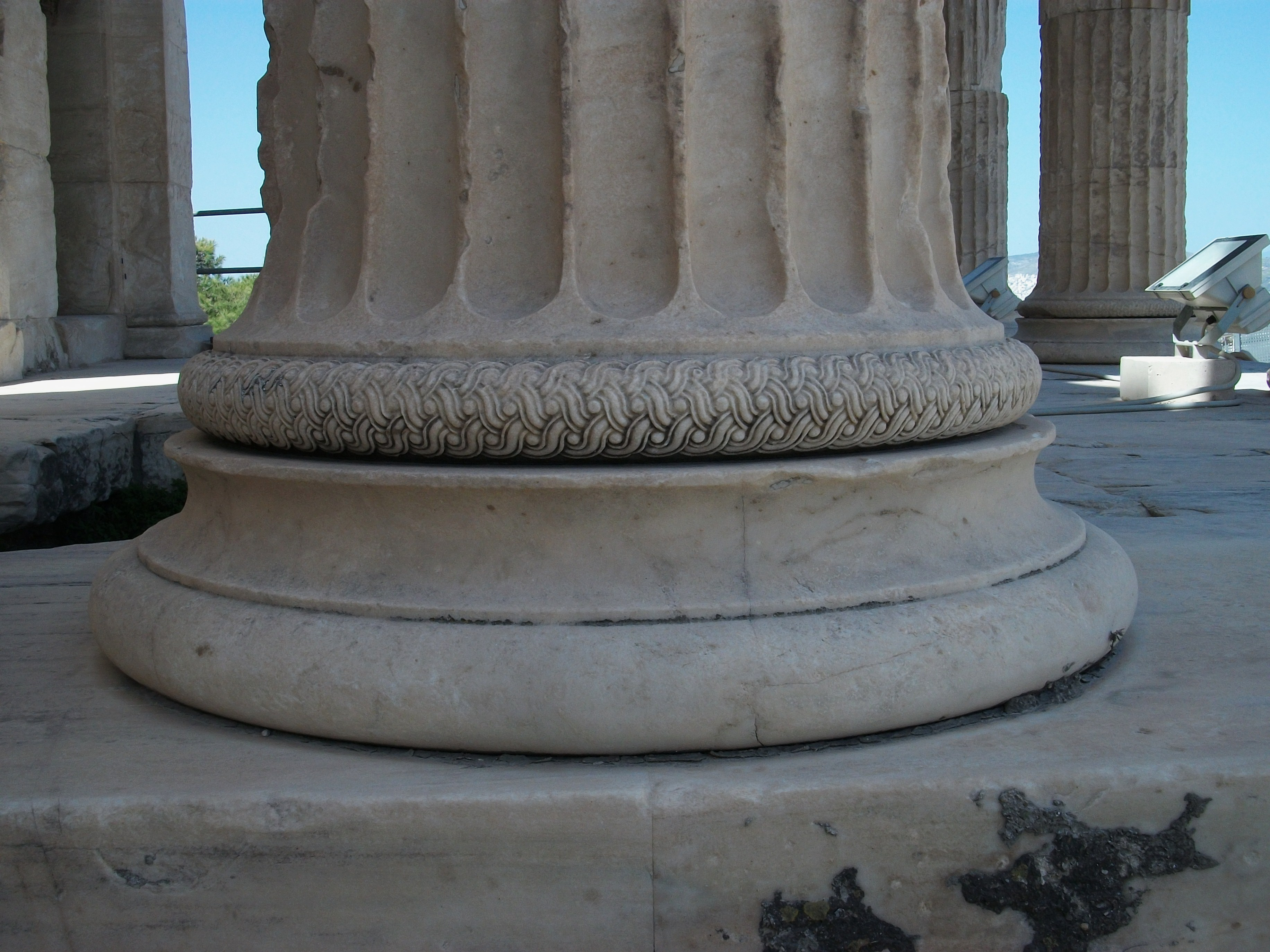
Base d'une colonne de l'Érechtéion à Athènes.

C'est une moulure en forme d'anneau qui orne la base d'une colonne. Celle-ci comprend souvent deux tores superposés et séparés par une scotie, le tore inférieur étant plus épais. Utilisé presque exclusivement sous cette forme dans l'architecture romaine, il se prête à de nombreux usages au Moyen Âge et à la Renaissance.
Le tore pourrait avoir pour origine des cordes ou câbles qui enserraient des colonnes de bois anciennes, afin d'éviter qu'elles ne rompent sous la pression ; ce motif aurait été conservé lorsque la pierre a remplacé le bois comme matériau de construction.

## Le tore dans l'architecture du Moyen Âge
Dans l'ouvrage de référence de Jean-Marie Pérouse de Montclos sur l'architecture, le tore est simplement défini comme une « moulure pleine de profil courbe » sans allusion restrictive à l'habituel anneau positionné à l'horizontale autour d'une colonne. Appelé aussi boudin,, le tore est la moulure la plus répandue au Moyen Âge d'après Adolphe Berty, auteur d'un Dictionnaire de l'architecture du Moyen Âge.

### Dans l'architecture religieuse
Particulièrement présent dans les bâtiments religieux, il décore des arcades, souligne la courbe d'une baie, est l'une des composantes du système qui constitue les nervures d'une voûte ou est même l'unique élément d'une ogive. Il peut orner le portail roman ou gothique d'une église. Il peut être aussi parfaitement horizontal. Au cours de l'époque romane, il s'affine de plus en plus et peut se présenter par groupes de trois, quatre moulures cernées de cavets. Dans les édifices gothiques, il prend parfois des formes plus découpées : en amande,, à bec ou à listel. Le tore se présente aussi sous une forme d'anneau tout au long du Moyen Âge, dans les bases de colonnes, notamment la base attique très commune à cette époque et dans les astragales de chapiteaux.

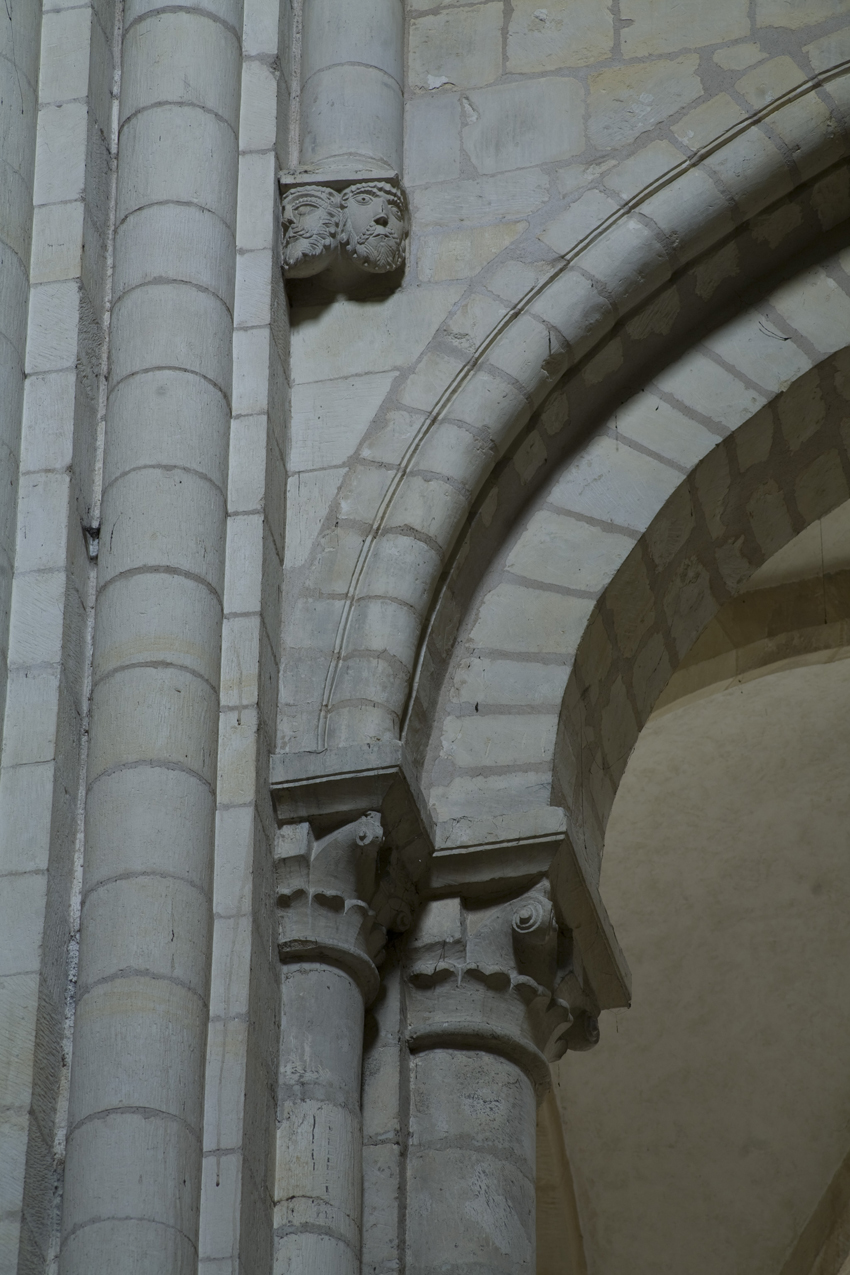
Gros tore cerné d'un cavet au-dessus du chapiteau de gauche dans une arcade (église Saint-Étienne de Caen)[8].
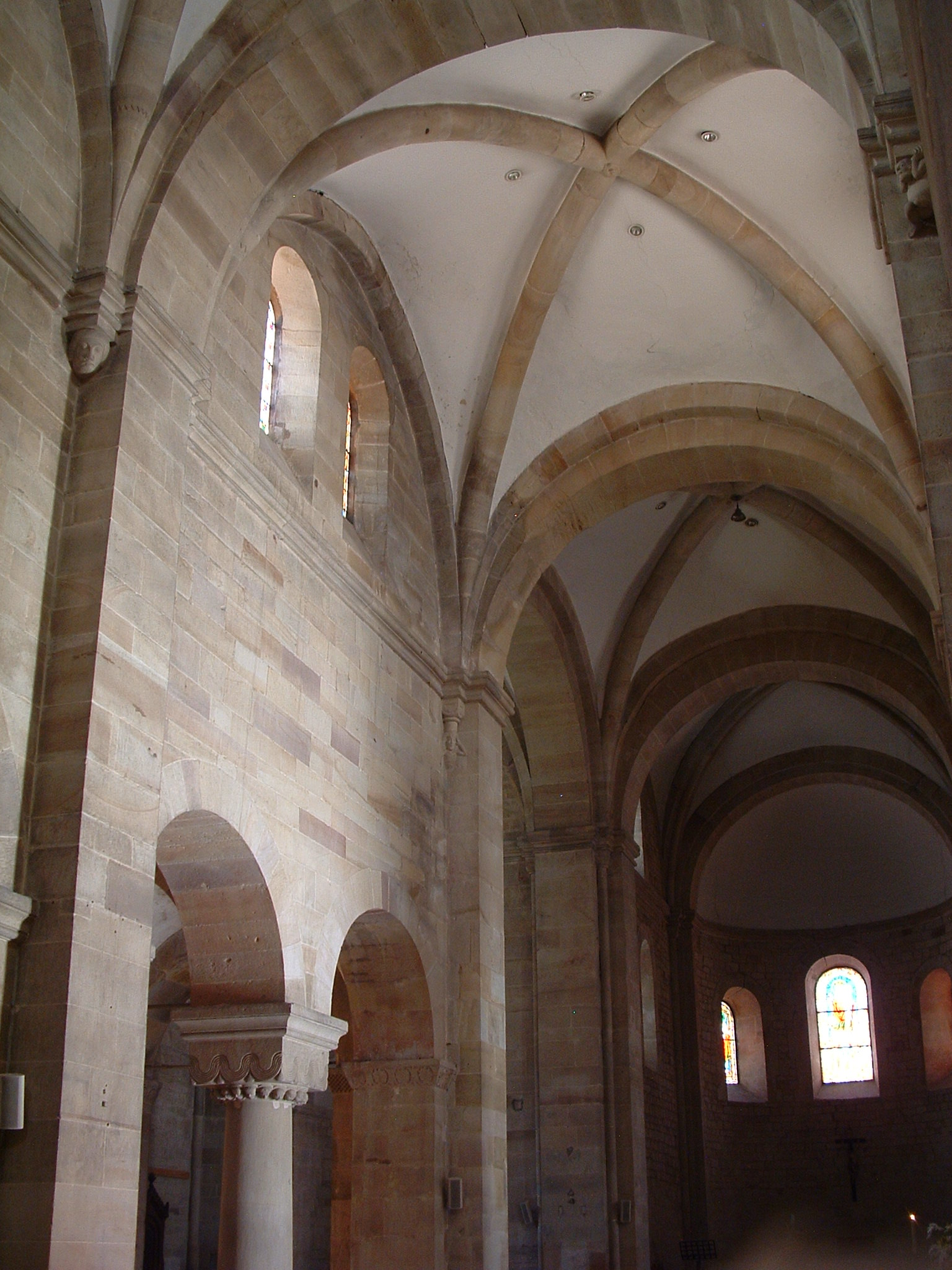
Ogives formées d'un seul gros tore dans une voûte (église Saints-Pierre-et-Paul de Rosheim)[10].
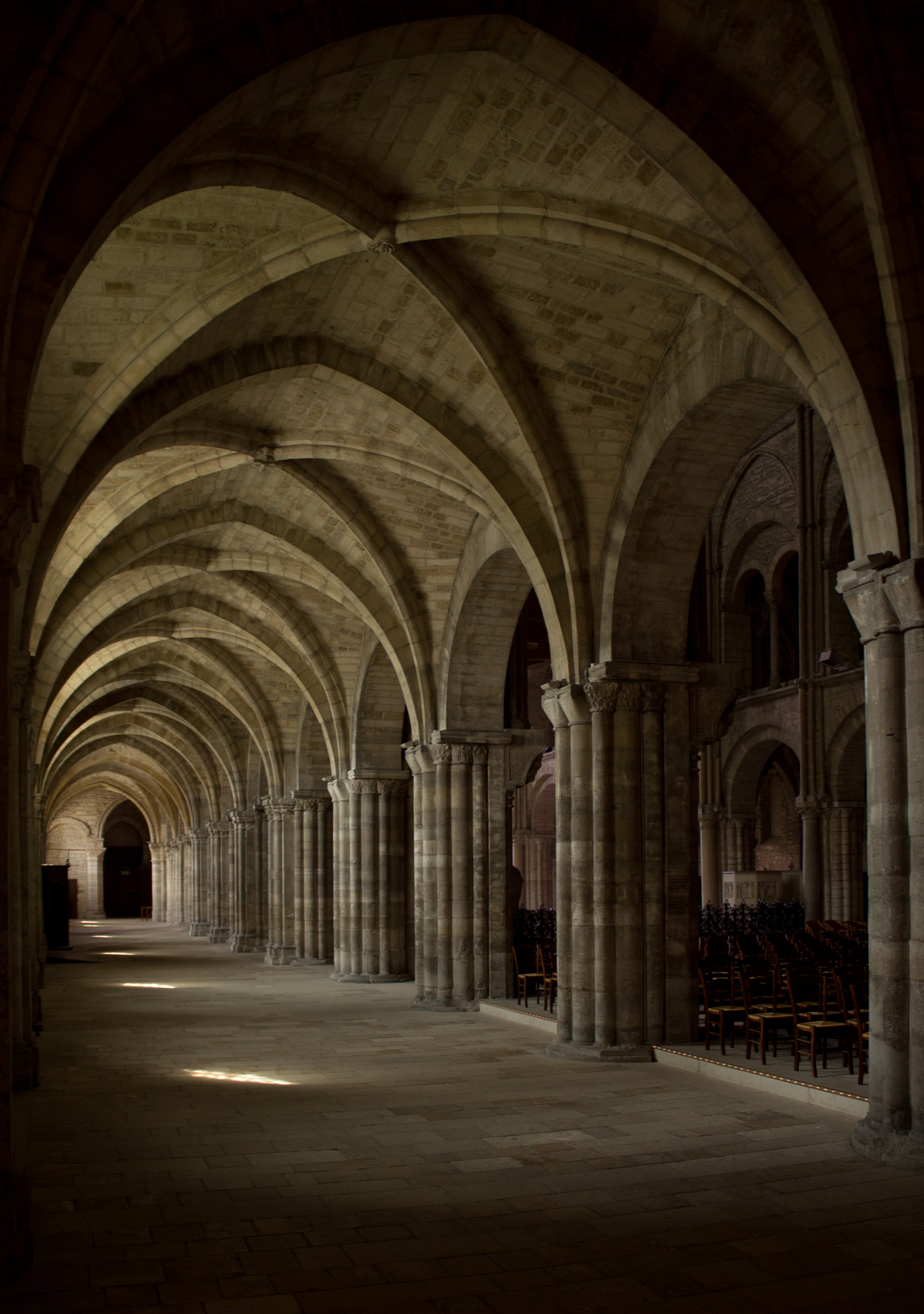
Tores en amande (basilique Saint-Remi de Reims)[13].
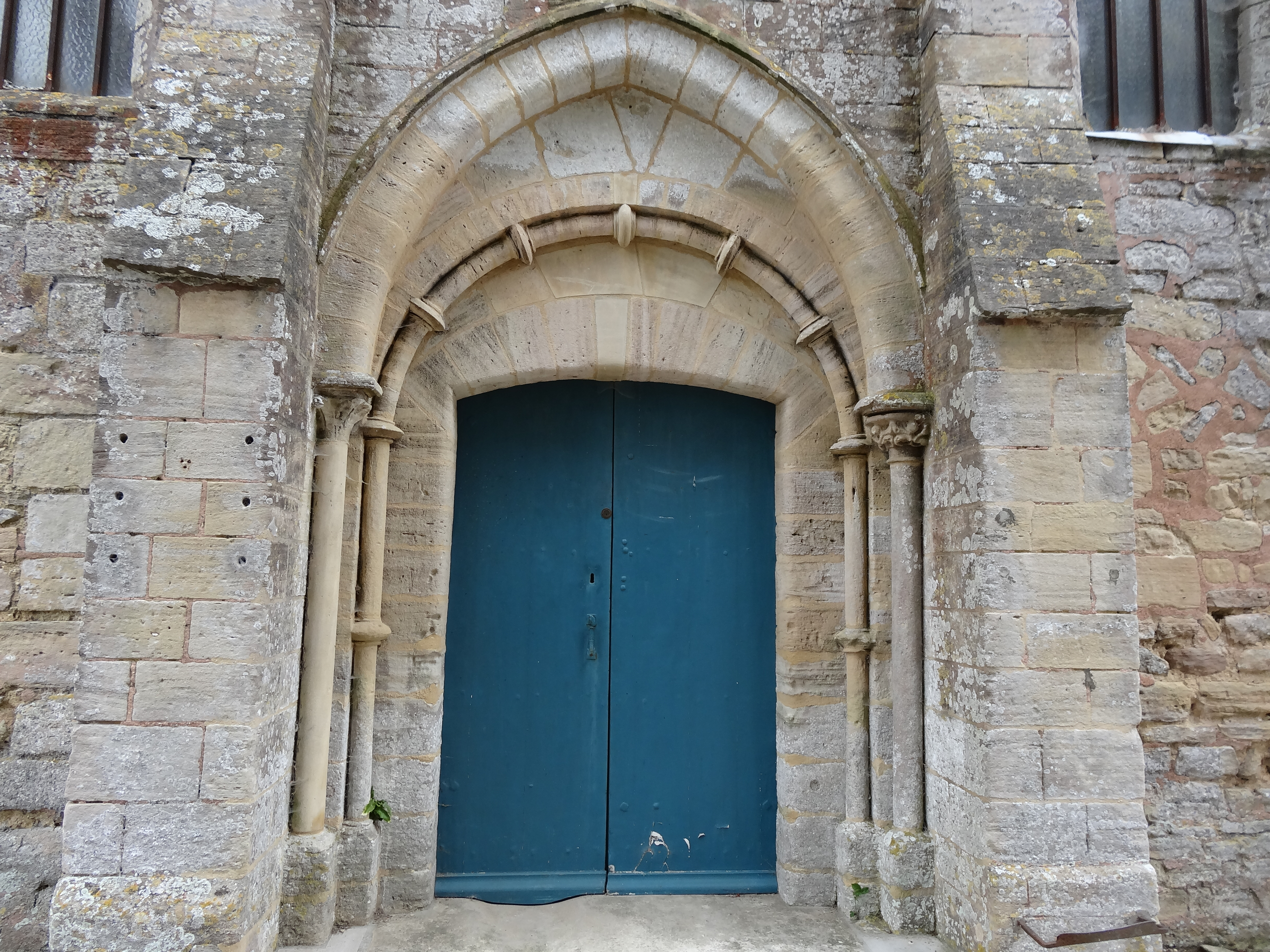
Tore garni d'anneaux entourant la porte du XIIIe siècle de l'église d'Amblie (Calvados)[11].
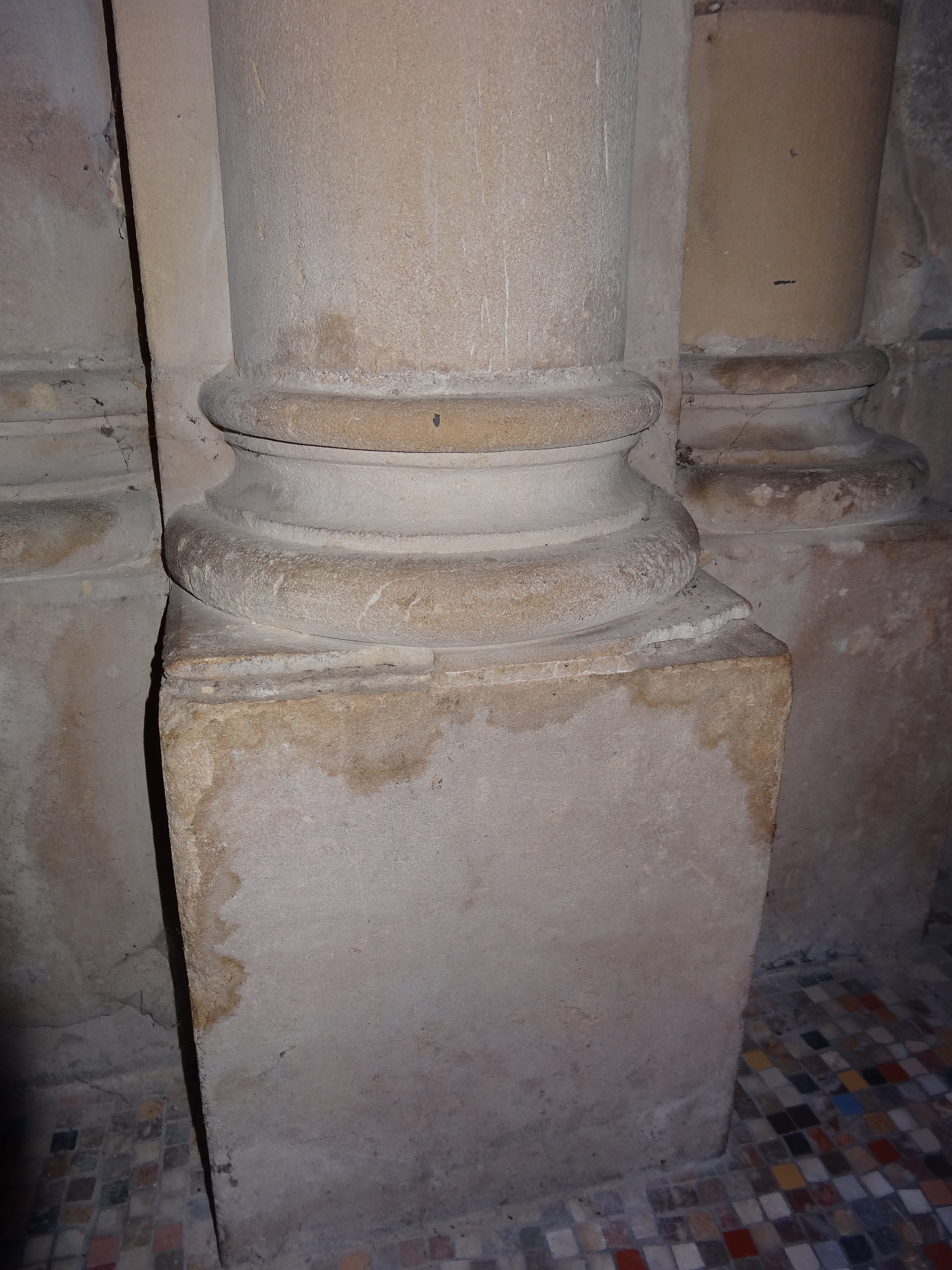
Deux tores séparés par une scotie ornent la base attique de cette colonne (église Saint-Vigor de Colleville-Montgomery).

Le tore ininterrompu dit limousin est une moulure torique qui entoure un portail ou une fenêtre en confondant colonnettes latérales et tore comme un même élément. Les colonnettes latérales sont du même diamètre que le tore. Elles sont séparées ou non par un petit chapiteau sans tailloir. Ce tore apparaît au XIe siècle à Saint-Benoît-sur-Loire et fait florès à partir du XIIe siècle dans le Limousin où on le remarque en abondance, ce qui explique sa qualification à tort ou à raison de tore limousin,.

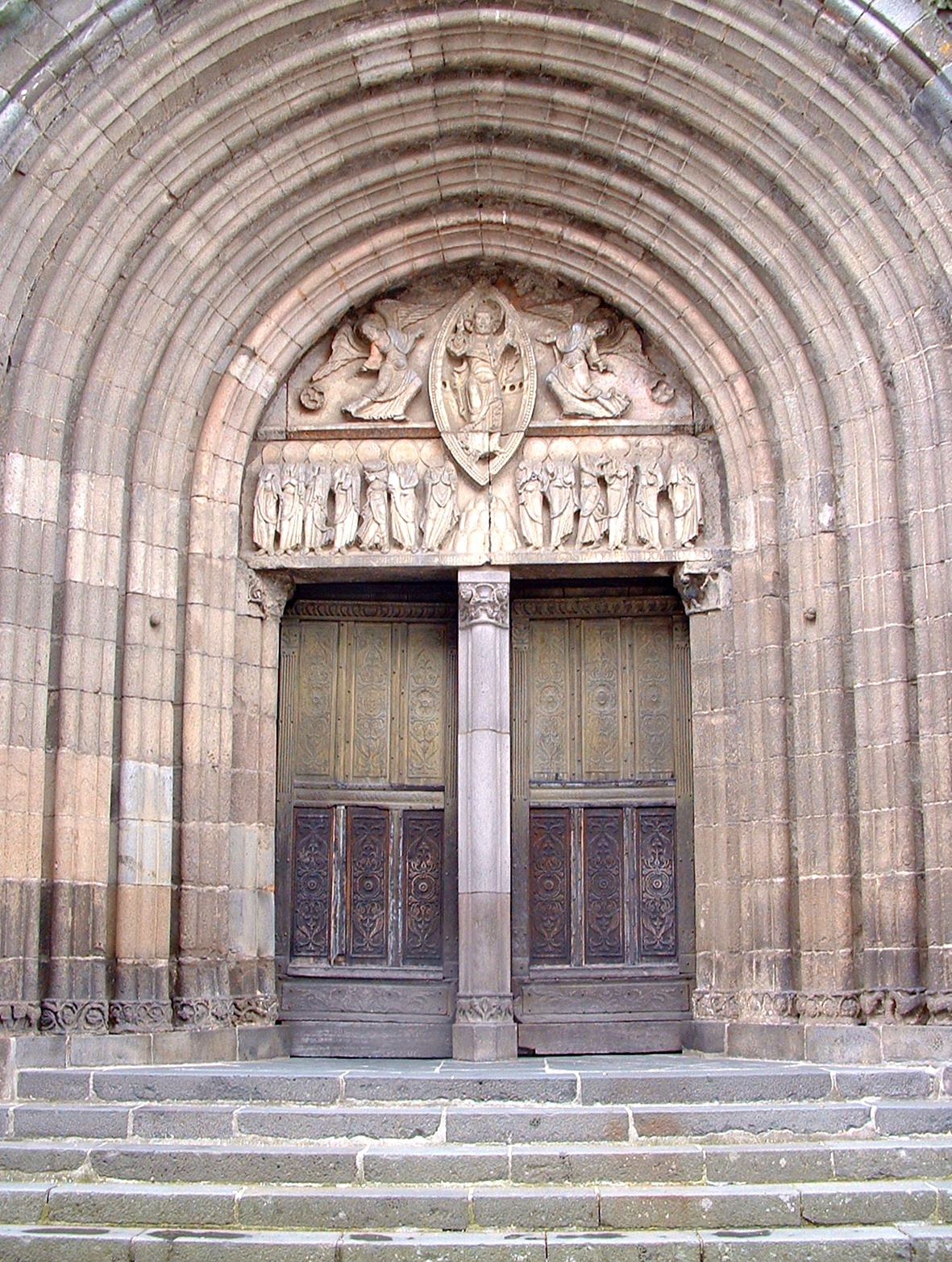
Tores continus sans chapiteaux (basilique Notre-Dame-des-Miracles de Mauriac, Cantal).
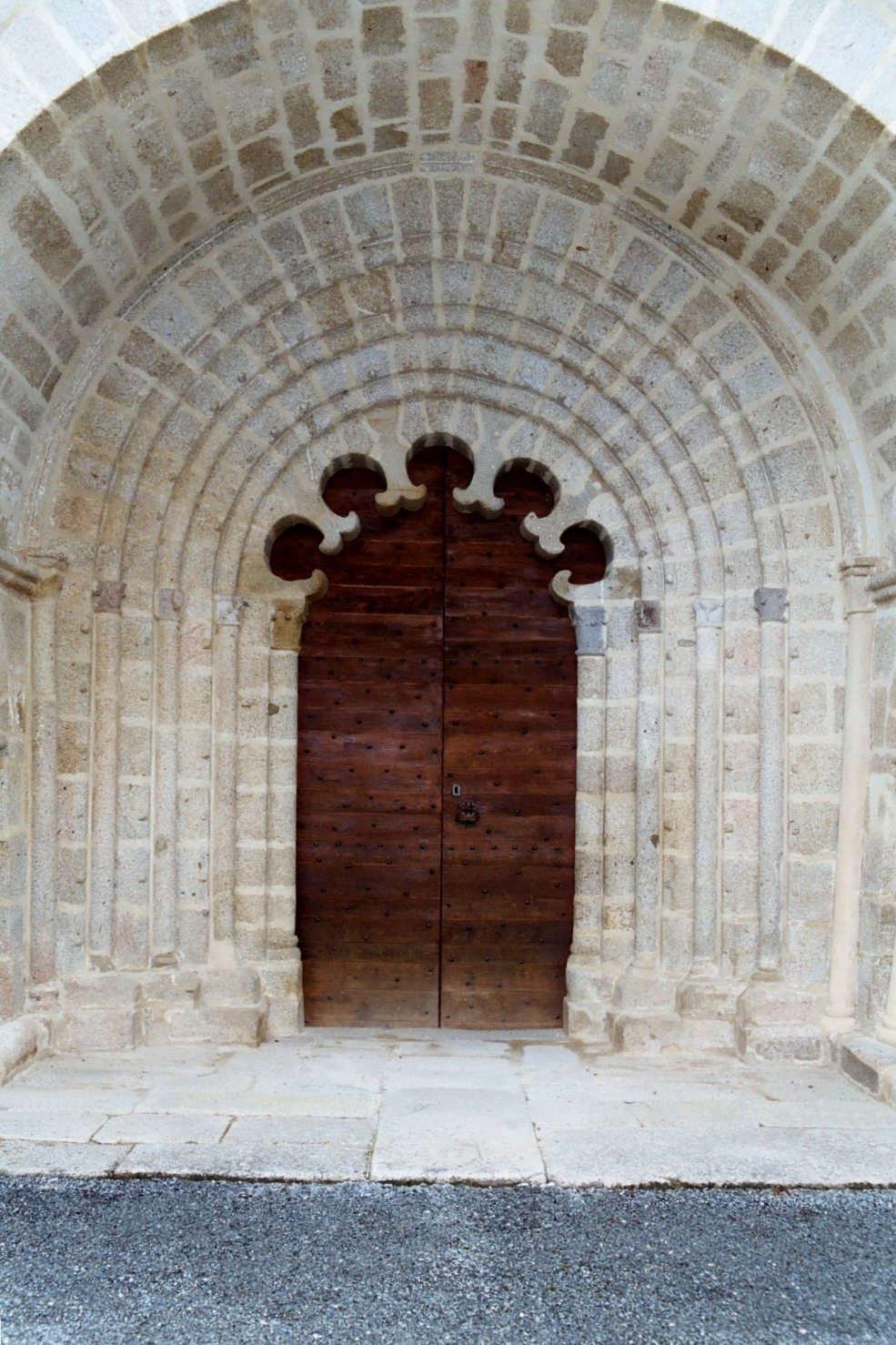
Trois tores ininterrompus mais avec chapiteaux sans tailloir (portail de l'église Saint-Martin de Margerides, Corrèze).
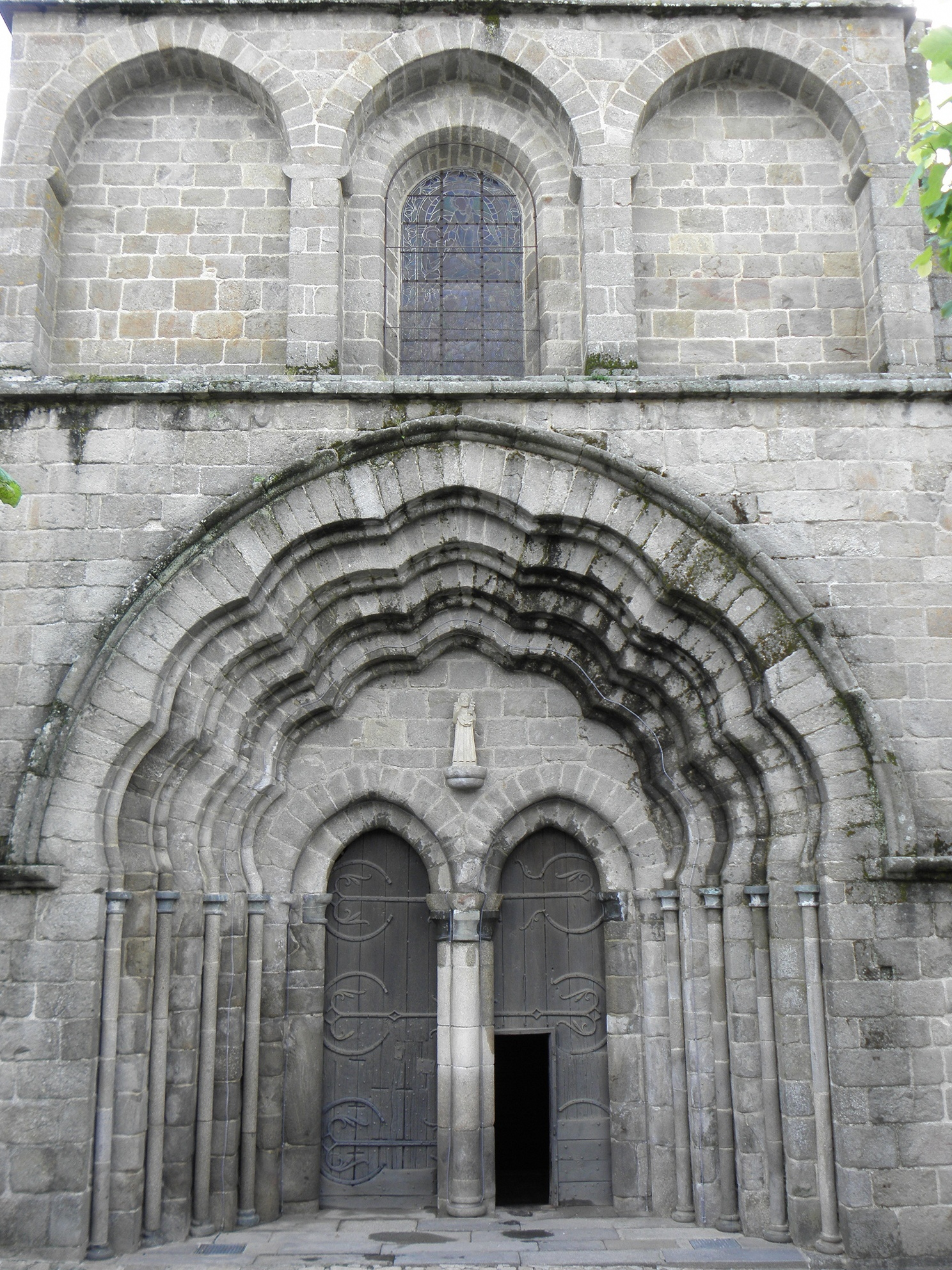
Portail aux fines colonnettes prolongées par des tores de même section avec minces chapiteaux sans tailloir (collégiale Saint-Pierre du Dorat, Haute-Vienne).

### Dans l'architecture civile
Le tore est présent dans les maisons en pans de bois jusqu'au milieu du XVIe siècle autour des ouvertures et sur les sablières. Il orne également les demeures patriciennes ou celles de riches marchands. Dès le XIIe siècle, il apparaît à Figeac autour des fenêtres triples en arc brisé.
Au XIIIe siècle, il orne souvent les piédroits et les arcs des fenêtres géminées des maisons. À l'hôtel de la Monnaie de Figeac, ces fenêtres sont ornées d'un double tore. On le retrouve autour des ouvertures des demeures en pierre ou en brique et pierre au XVe siècle à Riom ou à Orléans et sur les bandeaux filants, c'est-à-dire les moulures qui traversent horizontalement la façade d'un édifice pour en souligner les étages, notamment en se plaçant sous les fenêtres. Ils disparaissent au XVIIe siècle dans certaines régions mais perdurent dans d'autres et dans les châssis de fenêtres en bois.

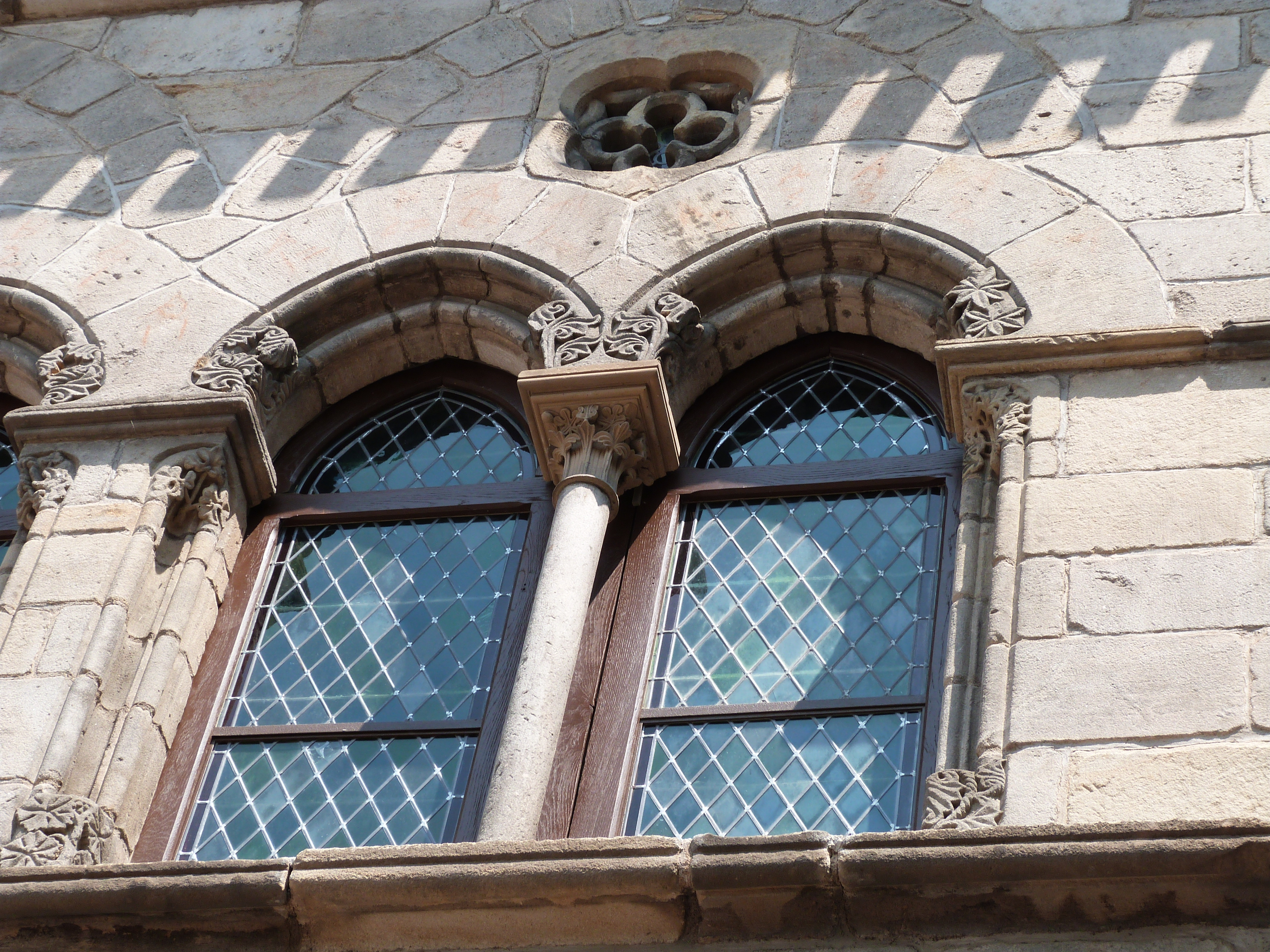
Figeac, hôtel de la Monnaie, XIIIe siècle fenêtres géminées aux arcs brisés ornés d'un double tore
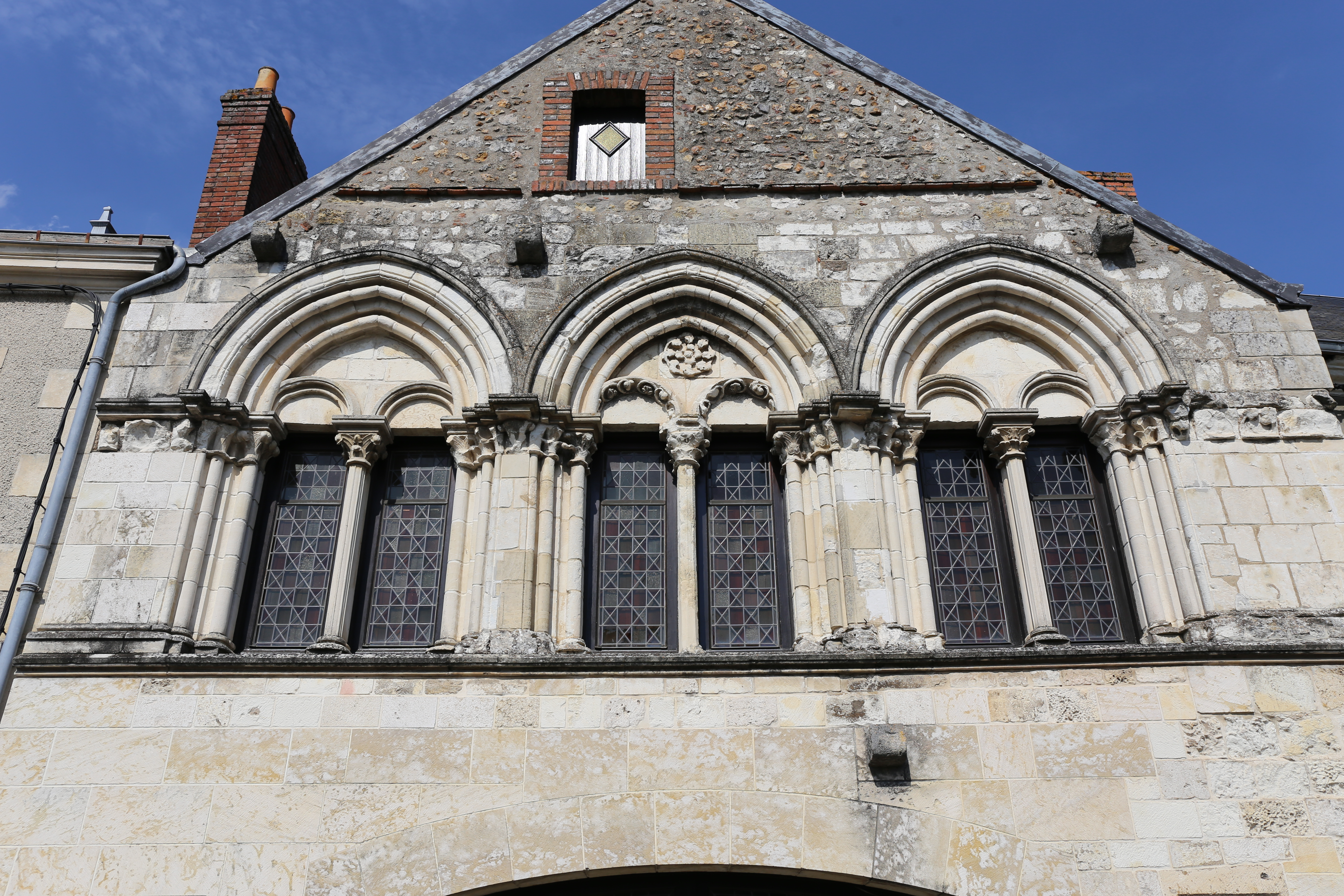
Saint-Benoît-sur-Loire, maison du XIIIe siècle, triplet de fenêtres garnies de tores.
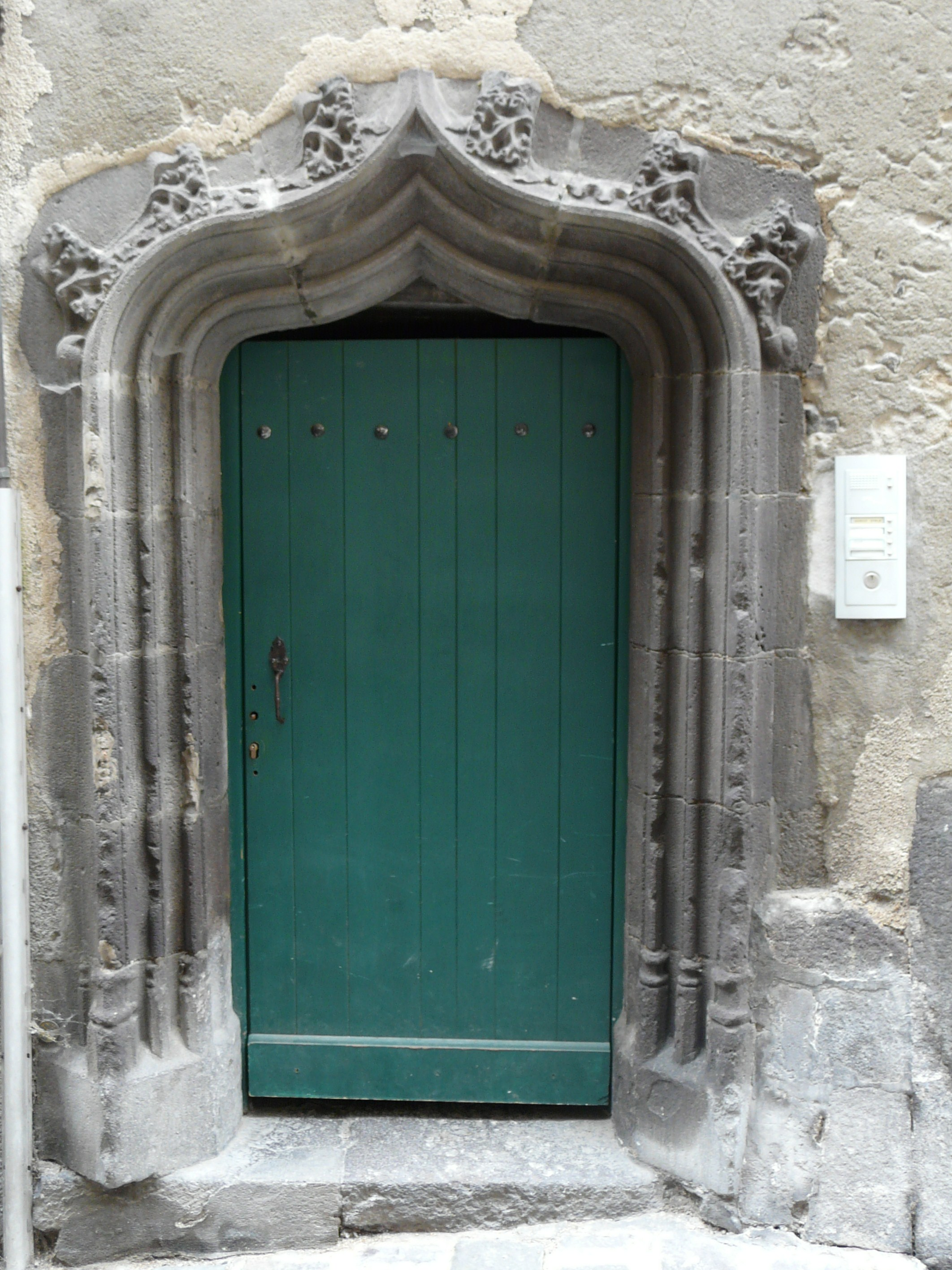
Porte du XVe siècle encadrée de trois tores rue Saint-Antoine à Riom.
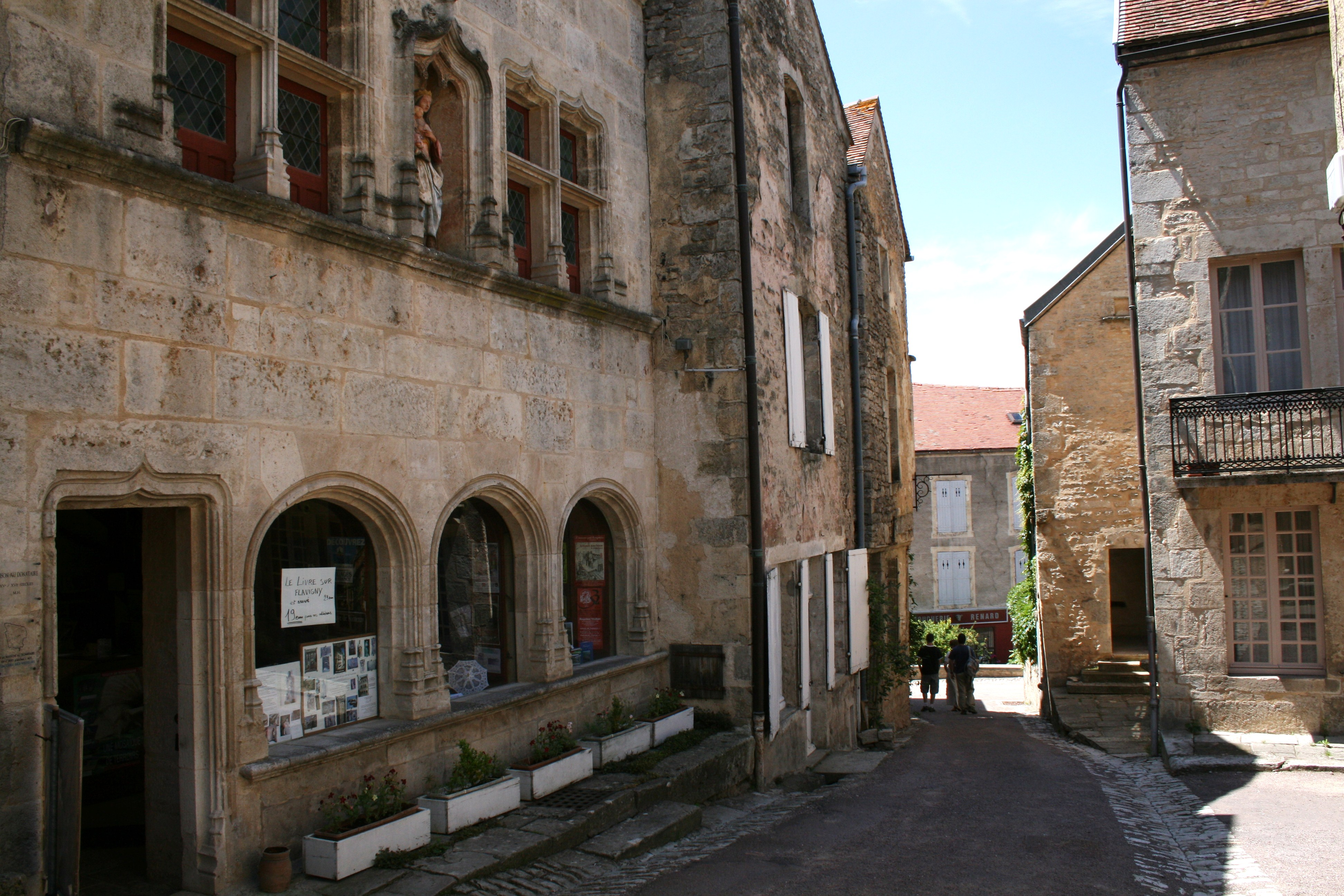
Flavigny-sur-Ozerain, XVe siècle, Fenêtres encadrées d'un tore à listel avec réglet et cavet, bandeau filant en dessous à tore et cavet.
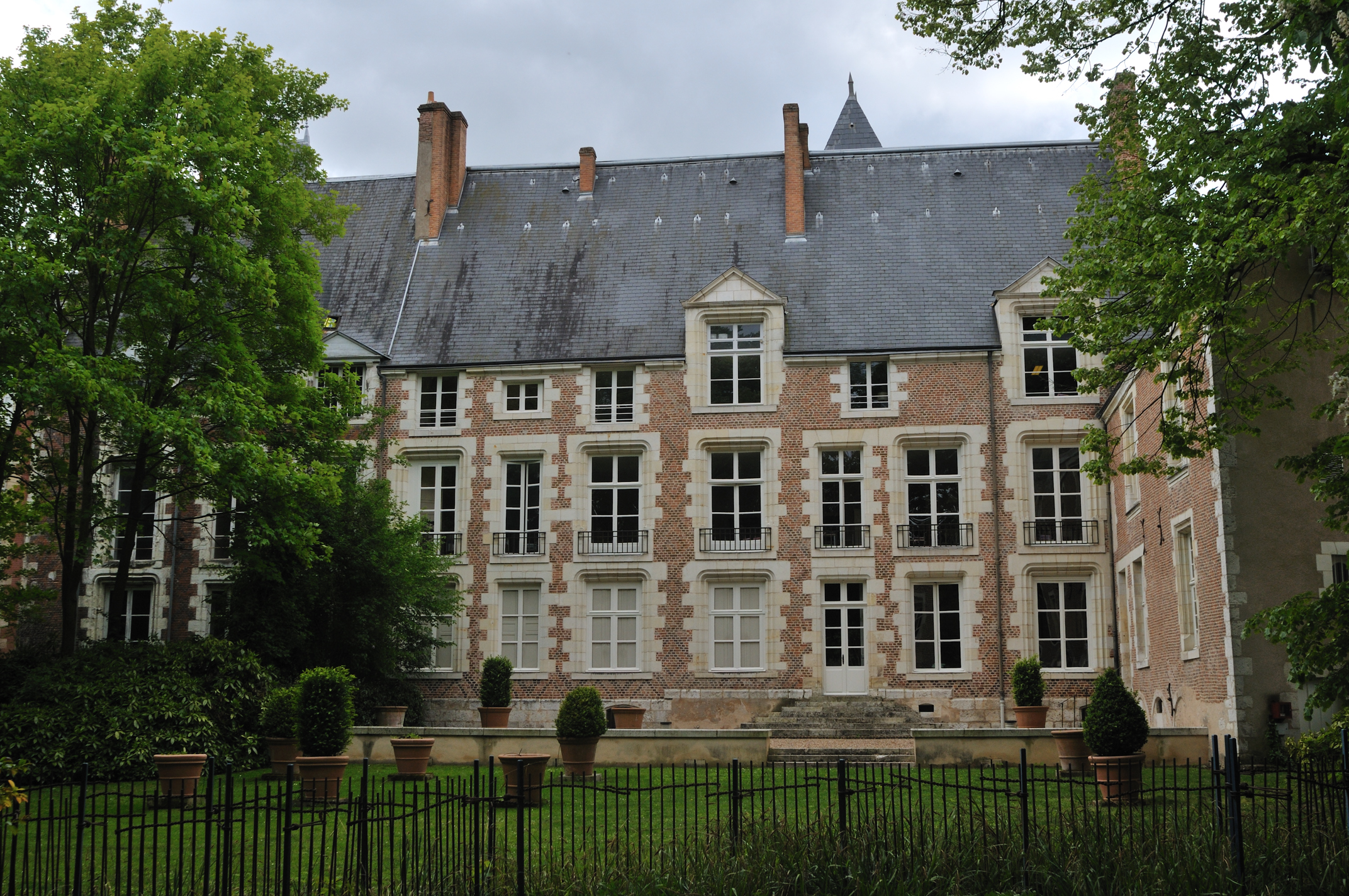
Fenêtres encadrées de tores du tribunal administratif d'Orléans construit au tout début du XVIe siècle.
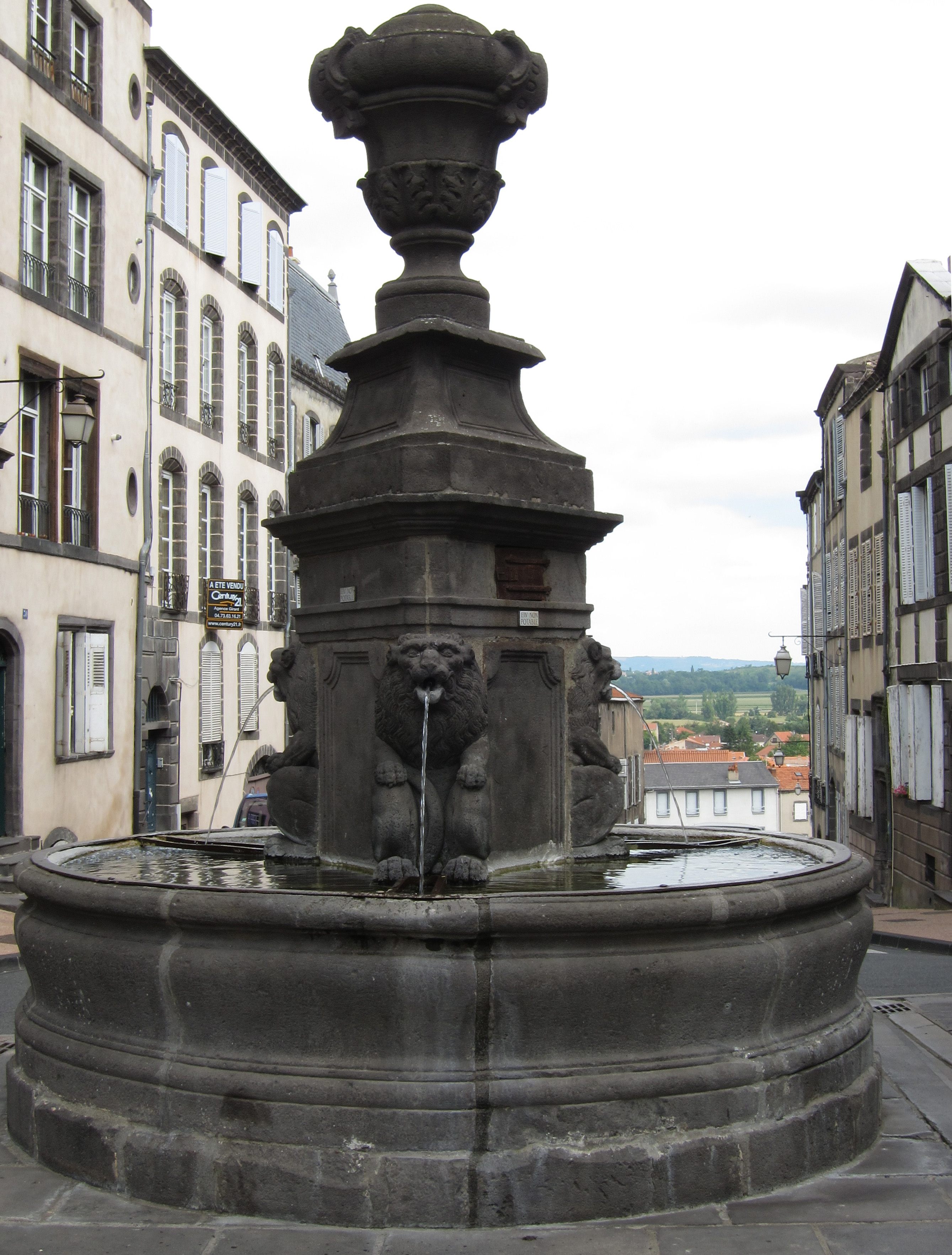
Deux larges tores décorent le bassin de la fontaine aux Lions du début du XVIIe siècle à Riom.